# 4ever Hilary Duff
4ever Hilary Duff — второй сборник песен американской певицы Хилари Дафф. Альбом был выпущен для раскрутки Хилари в Италии. 4ever Hilary Duff включает самые популярные песни Дафф на тот момент. Большинство песен можно найти на номерных альбомах певицы, а некоторые ремиксы уже были выпущены в Великобритании в виде бонусов к синглам. Также 4ever Hilary Duff был выпущен для того, чтобы все фанаты Хилари в Италии смогли послушать её песни, так как номерные альбомы были выпущены слишком малым тиражом. Итальянцы купили более 100 000 копий альбома, в результаты альбом стал платиновым в этой стране.

## Deluxe издание
Так как в Италии до этого не выходили музыкальные DVD Хилари, то лейбл Virgin решил восполнить этот пробел и выпустил делюкс издание альбома с дополнительным DVD диском.
Делюкс издание альбома включает DVD диск 4ever Hilary Duff, который состоит из концерта певицы «The Girl Can Rock» и всех вышедших на тот момент клипов Хилари Дафф.

## Список композиций
1. «Fly»
2. «Weird»
3. «Our Lips Are Sealed» совместно с Хейли Дафф
4. «Shine»
5. «Someone’s Watching over Me»
6. «Anywhere but Here»
7. «Who’s That Girl?» [акустическая версия]
8. «Jericho» [2005 ремикс]
9. «Sweet Sixteen»
10. «Supergirl»
11. «Come Clean» [Joe Bermudez & Josh Harris ремикс]
12. «Wake Up» [DJ Kaya Long-T ремикс]
13. «Beat of My Heart» [Sugarcookie ремикс]
14. «So Yesterday» [ремикс для радио]
15. «Fly» [живое выступление для AOL.com]

## Чарты
| Чарты (2006)              | Место |
| ------------------------- | ----- |
| Италия (Classifica album) | 12    |